# 古巴斯捷氏症候群
古巴斯捷氏症候群（Goodpasture syndrome），又稱古德巴斯捷氏病（Goodpasture's disease）、肺出血腎炎症候群、抗腎小球基底膜抗體病（anti-glomerular basement antibody disease/anti-GBM antibody disease），或抗GBM病（anti-GBM disease）是一種罕見的自體免疫性疾病，其中抗體攻擊肺和腎臟，導致從肺及腎功能衰竭出血。它可能會迅速導致永久性肺、腎損害，經常導致死亡。它配合免疫抑制藥物、如皮質類固醇和環磷酰胺一起治療，並用血漿分離置換法(Plasmapheresis)將其中的抗體從血液中除去。
本病最早是由美國范德堡大学的病理學家歐內斯特·古巴斯捷（Ernest William Goodpasture）於1919年所發表，後來以其名榮譽命名。

## 症狀和病徵
抗腎小球基底膜(anti-GBM)抗體主要攻擊腎臟和肺、雖然造成關節疼痛，而一般病徵像是全身乏力、消瘦、疲勞、畏寒、發燒等症狀也很常見。患有GPS的患者，有肺部及腎臟疾病的患者佔60-80%；僅是腎臟疾病的患者佔20-40％，而僅為肺部疾病的患者佔不到10％。肺部症狀一般早於腎臟症狀的發生、通常包括：咳血、胸痛(總病例少於50％)、呼吸、咳嗽，及呼吸困难。腎臟的症狀通常包括血尿、蛋白尿、四肢或面部的水肿、尿毒症，以及高血壓。

## 病因
其確切原因尚不清楚，但被認為是從而到肺中"侵害血管取血"、而此機制造成了"抗GBM抗體"(anti-GBM antibody)與肺泡的接觸。這樣的致病起因範例包括：
- 暴露於有機溶劑(如氯仿)或烴。
- 暴露於煙草的煙霧下。
- 某些基因突變(HLA-DR15)。
- 感染、例如流感A。
- 吸入可卡因。
- 吸入金屬粉塵。
- 菌血症(Bacteraemia)。
- 敗血症。
- 高氧環境。
- 用"抗淋巴細胞治療法"(尤其是單克隆抗體)治療。

## 病理生理學
通過血液的浆细胞，GPS會引起"抗GBM抗體"的異常產生。"抗GBM抗體"會攻擊肺泡及腎小球基底膜。這些抗體結合其基膜的反應抗原表位，並激活補體級聯反應，導致標記細胞死亡。T細胞也牽連在內。它通常被認為是一個"II型超敏反應"(type II hypersensitivity reaction)。

## 診斷
此疾病診斷通常是較困難的，因為許多其它的疾病可能引GPS病徵的各種顯現形式、且GPS病徵本身是不尋常的罕見。完成診斷的最準確的方法是經由活體組織切片的方法檢測受影響的組織、特別是腎臟因其"抗GBM抗體"的存在，故而它是獲得樣本最好的"研究器官"(studied-organ)。在GPS約三分之一受影響的主要"抗GBM抗體"他們的血液也有抗中性粒細胞胞漿抗體(cytoplasmic antineutrophilic antibodies)，通常預先產生於"抗GBM抗體"之前大約幾個月甚至幾年。之後對於受影響的患者GPS被診斷出的病況有愈來愈差傾向。

## 治療
用於GPS治療的主要方法是血漿分離置換法(Plasmapheresis)，此法是GPS患者的血液通過離心機，且根據重量來分離不同的血液要素。血浆、血液清澈的一部分、包括抗GBM抗體而攻擊受影響病患的肺與腎臟，並將其濾出。血液的其他部分，即紅血球、白血球及血小板被循環回並作為靜脈內之補充液。大多數受該疾病影響的病患需要用免疫抑制劑(藥物抑制免疫系統的功能)治療，尤其是環磷酰胺、潑尼松及利妥昔單抗等藥物處理，以防止新"抗GBM抗體"的形成、從而防止進一步損害到腎臟和肺部。其他毒性較低的免疫抑製劑、像硫唑嘌呤則可被用於維持緩解。

## 預後
如果不進行治療、幾乎所有患此病的人最終會因後期的腎衰竭或肺出血而死亡。隨著治療的開始、5年生存率為>80％，且只有不到30％受影響的病患需要長期透析治療。同樣地，在澳大利亞及新西蘭的病患其"中位生存時間"(median survival time)約<5.93>年。

## 流行病學
在歐洲和亞洲、GPS罕見的影響約每年每百萬人<0.5-1.8>。這也是自體免疫性疾病不尋常之處，而在於它比女性更常見的男性，也黑人比白人不太常見，但在新西蘭的毛利人更常見。開始病發的峰值年齡範圍為<20-30>歲及<60-70>歲。

## 外部連結
- GBM antibodies: immunofluorescence image（页面存档备份，存于）